# Limite insiemistico
In matematica, il limite di una successione di insiemi, {\displaystyle (A_{n})_{n}}, è un insieme che contiene gli elementi che sono contenuti in un numero infinito di insiemi {\displaystyle A_{n}} e che sono esclusi al più da un numero finito di essi.

## Successioni monotone
Una successione di insiemi {\displaystyle (A_{n})_{n}} viene detta monotona se è:
- crescente (si indica con {\displaystyle A_{n}\uparrow }), ovvero se {\displaystyle \forall n\in \mathbb {N} :A_{n}\subseteq A_{n+1}};
- decrescente (si indica con {\displaystyle A_{n}\downarrow }), ovvero se {\displaystyle \forall n\in \mathbb {N} :A_{n}\supseteq A_{n+1}}.

In una successione crescente, fissato un n si ha:
{\displaystyle \bigcup _{i=1}^{n}A_{i}=A_{n}}
Il limite di una successione crescente per n tendente all'infinito è definito da:
{\displaystyle \lim _{n\rightarrow \infty }A_{n}=\lim _{n\rightarrow \infty }\bigcup _{i=1}^{n}A_{i}=\bigcup _{i=1}^{\infty }A_{i}=A}
ed è quindi l'insieme che contiene gli elementi appartenenti a tutti gli insiemi da un certo indice in poi. In simboli:
{\displaystyle A_{n}\uparrow A}.
In una successione decrescente, fissato un n si ha:
{\displaystyle \bigcap _{i=1}^{n}A_{i}=A_{n}}
Il limite di una successione decrescente per n tendente all'infinito è definito da:
{\displaystyle \lim _{n\rightarrow \infty }A_{n}=\lim _{n\rightarrow \infty }\bigcap _{i=1}^{n}A_{i}=\bigcap _{i=1}^{\infty }A_{i}=A}
ed è l'insieme che contiene gli elementi contenuti in tutti gli insiemi. In simboli:
{\displaystyle A_{n}\downarrow A}.

## Successioni qualsiasi
In generale, data una qualsiasi successione di insiemi, si definiscono:
- limite inferiore:

{\displaystyle \liminf _{n\rightarrow \infty }A_{n}={\bigcup _{n=1}^{\infty }}\left({\bigcap _{i=n}^{\infty }}A_{i}\right)}
l'insieme che contiene gli elementi che appartengono a tutti gli insiemi {\displaystyle A_{i}} a partire da un indice {\displaystyle n} in poi (non quelli che appartengono solo agli insiemi {\displaystyle A_{1},A_{2},\dots ,A_{n-1}}, che sono in numero finito);
- limite superiore:

{\displaystyle \limsup _{n\rightarrow \infty }A_{n}={\bigcap _{n=1}^{\infty }}\left({\bigcup _{m=n}^{\infty }}A_{m}\right)}
l'insieme che contiene gli elementi che appartengono a tutte le unioni {\displaystyle \cup _{i=n}^{\infty }A_{i}}; in altri termini, un elemento appartiene al limite superiore se, per qualsiasi {\displaystyle n}, esiste almeno un indice {\displaystyle j\geq n} tale che l'elemento appartenga ad un insieme {\displaystyle A_{j}} e, perché ciò si verifichi, è sufficiente che l'elemento appartenga ad infiniti insiemi della successione.
La definizione del limite inferiore è più restrittiva e si ha quindi sempre:
{\displaystyle \liminf _{n\rightarrow \infty }A_{n}\subseteq \limsup _{n\rightarrow \infty }A_{n}}
Se il limite inferiore e quello superiore coincidono, la successione è detta convergente ed il suo limite è:
{\displaystyle \lim _{n\rightarrow \infty }A_{n}=\liminf _{n\rightarrow \infty }A_{n}=\limsup _{n\rightarrow \infty }A_{n}}
Usando la notazione della funzione indicatrice, si può anche dire che l'insieme limite è definito come:
{\displaystyle \lim _{n\to \infty }A_{n}=\{x:\lim _{n\to \infty }\chi _{A_{n}}(x)=1\}}